# Вийк, Мария
Мария Катарина Вийк (швед. Maria Catharina Wiik; 3 августа 1853, Гельсингфорс, Великое княжество Финляндское — 19 июня 1928, Хельсинки, Финляндия) — финская художница.

## Биография
Родилась 3 августа 1853 года в Гельсингфорсе, в Великом княжестве Финляндском в обеспеченной семье. Была дочерью Жана Вийка.
Изучала искусство в 1874—1875 годах в Хельсинкской школе рисования. В 1875 году она продолжила изучать искусство в Париже у Тони Робера-Флёри в Академии Жюлиана, одной из немногих частных школ, принимающих женщин в то время. С 1875 года и по 1880 год она стала заместителем учителя в Хельсинкской школе рисования. Её ранние картины, выставленные в Парижском салоне в 1880 году, были портретами. В 1881 году она написала серию небольших картин с более психологической атмосферой. В 1889 году в Великобритании познакомилась с финской художницей Хеленой Шерфбек, которая оказала сильное влияние на формирование её творческой манеры. Вместе с Хеленой весной 1889 года она вернулась в Париж, чтобы работать вместе с Пюви де Шаванном.
Последнее десятилетие жизни было омрачено болезнью глаз, что сказалось и на творчестве.
Скончалась 19 июня 1928 года в Хельсинки.

## Творчество
Большинство картин художницы имеют миниатюрный формат и только полотно «Осознала» (другое название «Нечистая совесть») — большое полотно.

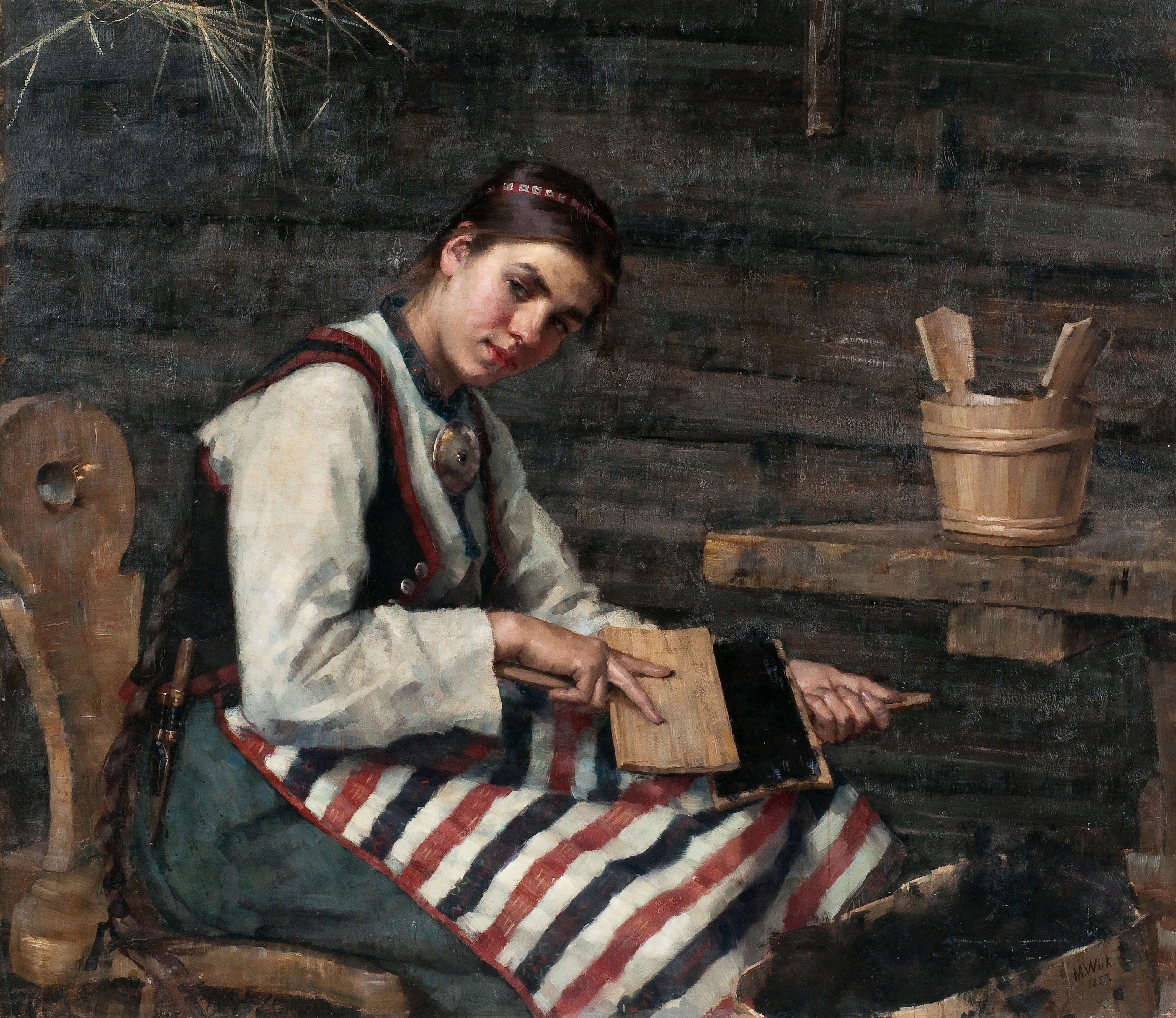
Karstaava tyttö, 1883
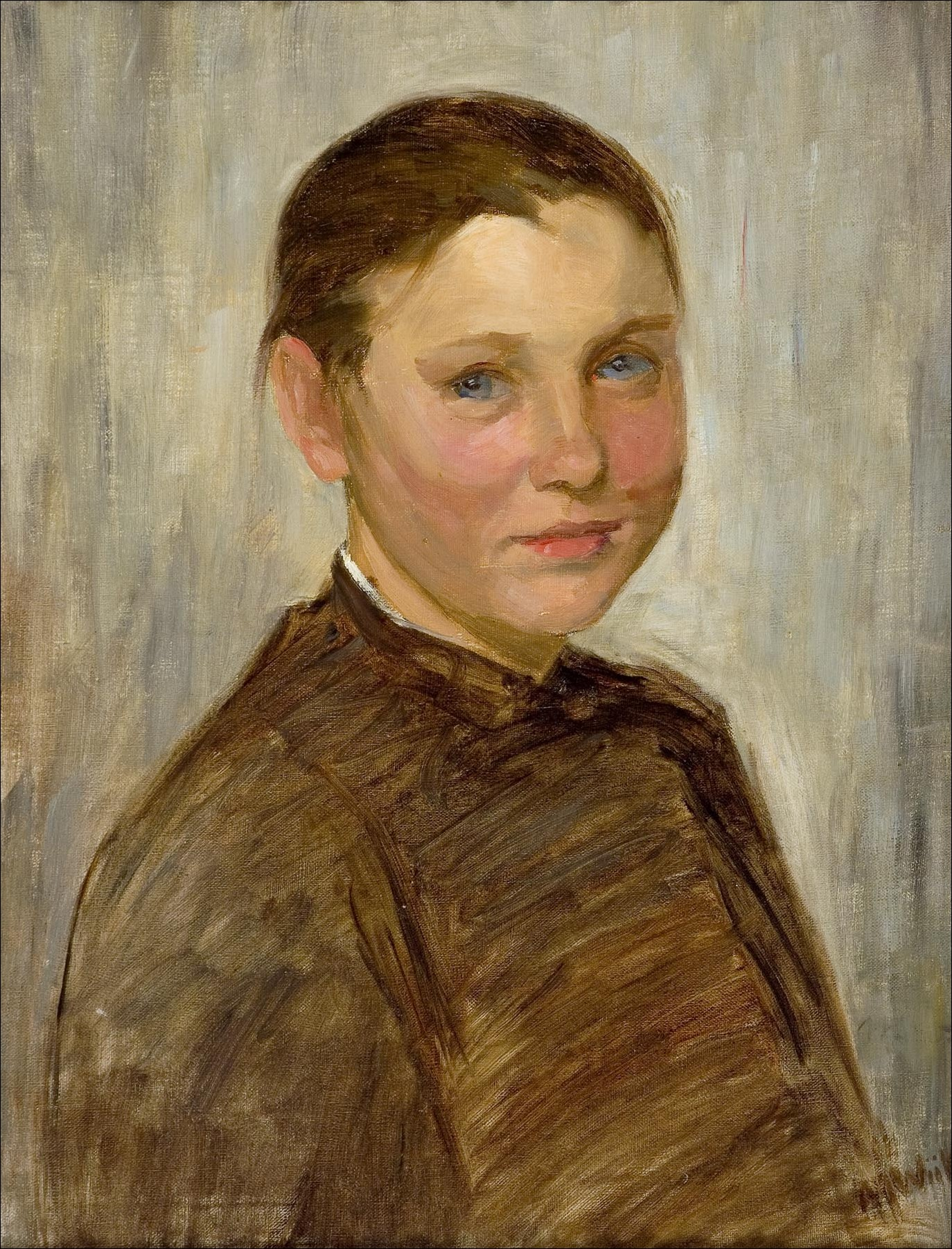
Snappertunan tyttö
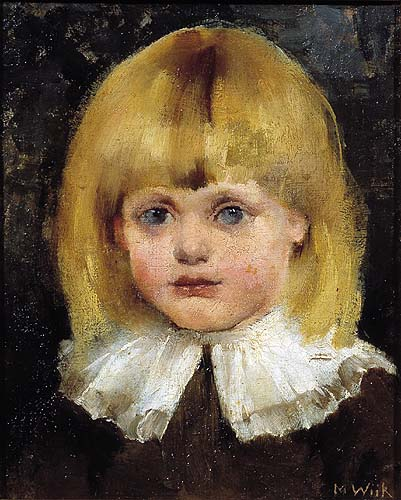
Hilja Tukiainen, 1884
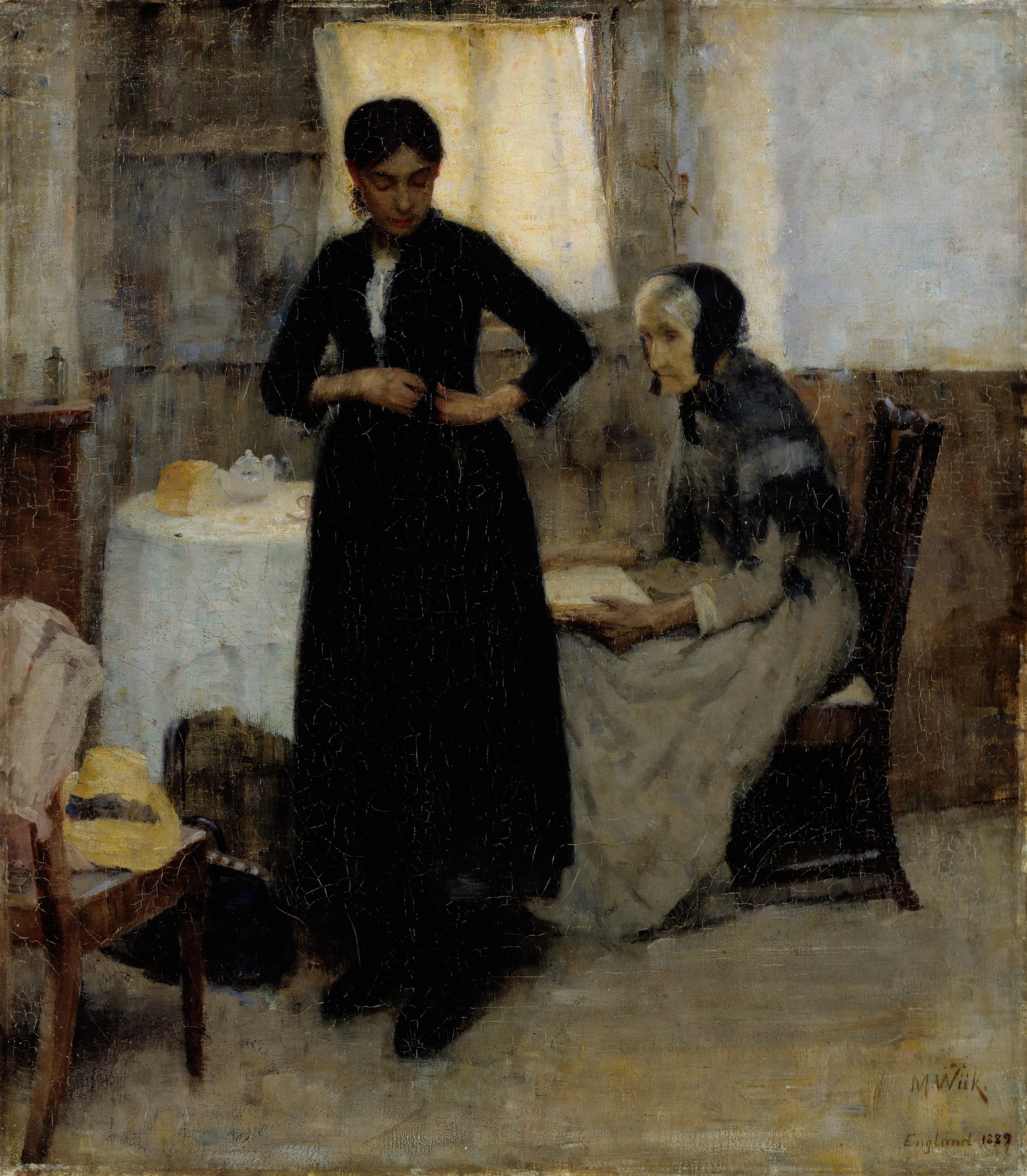
Maailmalle